# 145th Street (IRT Lenox Avenue Line)
Ne doit pas être confondu avec 145th Street (IND Eighth Avenue Line) ou 145th Street (IRT Broadway–Seventh Avenue Line).
145th Street, est une station, historique de l'IRT Lenox Avenue Line, desservie par toutes les rames de la ligne 3 du métro de New York. Elle est située à l'intersection de la 145e Rue et de la Lenox Avenue dans le quartier de Harlem sur le territoire de l'arrondissement Manhattan de la ville de New York aux États-Unis.
Construite pour l'Interborough Rapid Transit Company (IRT), la station de la 145th Street dispose de deux quais latéraux qui ne peuvent accueillir que six voitures et demi, contrairement à presque toutes les autres stations de l'IRT, qui peuvent accueillir des rames de dix voitures sur toute la longueur. Elle est néanmoins desservie par toutes les rames mais seulement les cinq premières portes ouvrent.
La station est mise en service en 1904 comme l'un des terminus nord de la ligne de métro originale exploitée par l'Interborough Rapid Transit Company (IRT). Avec la construction de la station Harlem – 148th Streett au nord, dans les années 1960, la station de la 145th Street doit être fermée, mais en raison de l'opposition des habitants du quartier et des protestations des usagers, la station reste ouverte. Étant donné que la station 145th Street est l'avant-dernier arrêt de la ligne, l'entrée n'est autorisée que par les bouche desservant le quai est en direction sud et les bouches du quai ouest ne sont accessibles que pour des sorties par les usagers descendant en venant du sud.
La station est inscrite au Registre national des lieux historiques en 2005 et est fermée de juillet à novembre 2018 pour un important chantier de rénovations. Depuis 2018, la station présente l'œuvre d'art, intitulée Parade, de l'artiste Derek Fordjour.

## Situation sur le réseau

Plan du métro de New York (2009)

Établie en souterrain, 145th Street est une station de passage de la ligne 3 du métro de New York. Elle est située entre la station Harlem – 148th Street, terminus nord situé à proximité de l'atelier Lenox Yard, et la station 135th Street, en direction du terminus sud-est New Lots Avenue.

## Histoire

### Origine
La planification d'une ligne de métro à New York date de 1864. Cependant, le développement de ce qui allait devenir la première ligne de métro de la ville n'a commencé qu'en 1894, lorsque la législature de l'État de New York a adopté le Rapid Transit Act. Les plans du métro sont élaborés par une équipe d'ingénieurs dirigée par William Barclay Parsons (en), l'ingénieur en chef de la Rapid Transit Commission. Il prévoit une ligne de métro reliant l'Hôtel de ville de New York, dans le Lower Manhattan, à l'Upper West Side, où deux branches mèneraient au nord jusqu'au Bronx. Un plan est officiellement adopté en 1897 et les contestations juridiques sont résolues à la fin de l'année 1899. L'Rapid Transit Construction Company, créée par John B. McDonald (en) et financée par August Belmont, Jr., a signé le contrat initial 1 avec la Rapid Transit Commission en février 1900, qui précise qu'elle doit construire le métro et maintenir un bail d'exploitation de 50 ans à compter de l'ouverture de la ligne. En 1901, la société Heins & LaFarge (en) est engagée pour concevoir les stations souterraines. Belmont fonde l'entreprise Interborough Rapid Transit Company (IRT) en avril 1902 pour exploiter le métro.

### Construction et mise en service

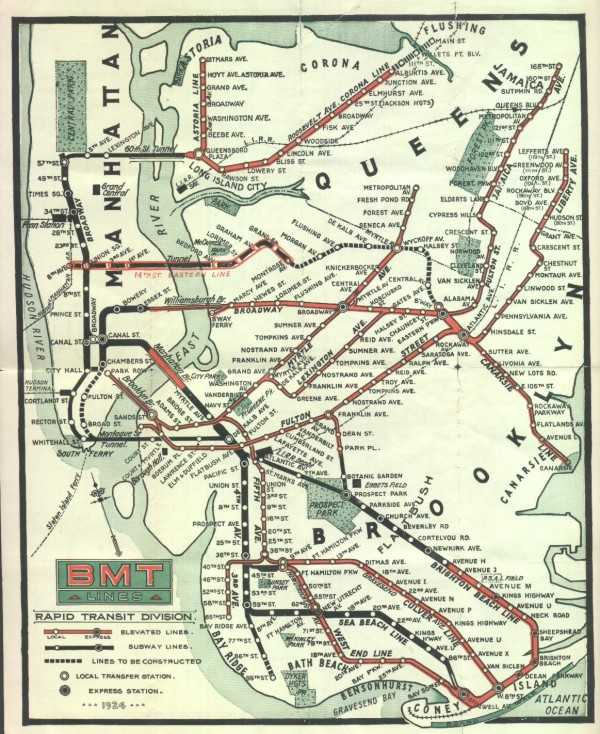
Plan du métro en 1924.

La station 145th Street est construite dans le cadre de la branche East Side de l'IRT (renommée depuis IRT Lenox Avenue Line),. Le plan original prévoit une station sur la Lenox Avenue Line à la 141e Street, juste au sud de l'intersection de la 142e Street, là où un embranchement de la Lenox Avenue line diverge vers le Bronx via l'IRT White Plains Road Line. Cela n'a finalement pas été construit et, à la place, la station de la 145th Street est devenue le dernier arrêt de la Lenox Avenue line avant d'entrer dans le triage Lenox, un chantier de maintenance ferroviaire situé immédiatement au nord. L'entreprise McMullan & McBean a commencé les travaux sur le tronçon allant de la 135th Street et de la Lenox avenue (dite aussi Malcolm X Boulevard) à l'avenue Gerard et à la 149th Street, y compris l'embranchement de la 145th Street, le 10 septembre 1901,.
Le 23 novembre 1904, la station ouvre ses portes sur la 145th Street,. La station est alors desservie par des rames omnibus et express de l'East Side. Des rames omnibus circulent de l'hôtel de ville à la Lenox Avenue (145e Street). Les rames express ont leur terminus sud à South Ferry ou Atlantic Avenue et leur terminus nord à la 145th Street ou la East 180th Street (en) dans le quartier West Farms (en). Au sud de la station, la plupart des rames en direction du nord utilisent un aiguillage pour accéder au quai ouest, qui est utilisé à la fois par les passagers entrants et sortants ; la rame reprend alors le service en direction sud. Les rames en direction nord, de l'atelier Lenox Yard déposent les voyageurs sur le quai est, qui est un quai utilisé uniquement pour sortir de la station par les voyageurs descendant. Les rames express vers la 145th Street sont supprimées en 1906.

### Évolution
En 1918, la IRT Broadway-Seventh Avenue Line est mise en service au sud de la station Times Square-42nd Street, et la ligne originale est divisée en un système en forme de H. Des trains locaux sont envoyés à South Ferry. Le gouvernement de la ville reprend les opérations de l'Interborough Rapid Transit Company (IRT) le 12 juin 1940,. Les itinéraires IRT reçoivent des désignations numérotées avec l'introduction du matériel roulant de « type R ». Cette flotte contient des panneaux avec des désignations numérotées pour chaque service. La première flotte de ce type, la R12 (en), est mise en service en 1948. La voie entre Lenox Avenue et 145th Street devient le parcours de la ligne 3. La New York City Transit Authority (NYCTA) annonce son intention, en 1956, d'ajouter des lumières fluorescentes au-dessus des bords des quais de la station. En 1959, les trois rames deviennent express.
Avec la construction de la station 148th Street – Lenox Terminal  à l'intérieur du Lenox Yard dans les années 1960, il est prévu de fermer la station de la 145th Street car la station 148th Street – Lenox Terminal  est destinée à la remplacer. Cependant, la proposition est abandonnée en raison des protestations de la communauté locale ayant comme argument principal la longue marche pouvant aller jusqu'à sept pâtés de maisons pour rejoindre la nouvelle station. La station 148th Street – Lenox Terminal est ouverte à l'exploitation le 13 mai 1968,. Contrairement à ce qu'indique son nom, cette station est située sur la 149e Street. Ensuite, toutes les rames en direction du nord de la ligne poursuive leur parcours jusqu'au terminus 148th Street – Lenox Terminal.
À partir de 1995 la station n'a plus de service desserte à plein temps, trois rames ne circulent pas tard dans la nuit (le temps plein est rétabli le 27 juillet 2008), pendant cette période, les usagers peuvent prendre le bus M7, le bus M102 ou une navette jusqu'à la station 135th Street,.
Le 2 mars 1998, débute le chantier de reconstruction de la voute et du sol du tunnel. Ces travaux ont pour objectif de corriger un problème d'eau majeur récurrent depuis de nombreuses années en raison de la présence du Harlem Creek et d'autres cours d'eau souterrains, qui ont provoqué d'importantes inondations, des dégâts d'eau et des problèmes d'infiltration qui ont parfois contribué à de graves interruptions de service,. Les travaux ont coûté 82 millions de dollars et le chantier s'est achevé le 12 octobre 1998,. Pendant cette période, trois rames sont redirigée vers la station 137th Street-City College sur la IRT Broadway-Seventh Avenue Line. Un service de navette supplémentaire reliant d'autres lignes de la région est assuré pendant une grande partie de cette période,.

Inondation en août 2011
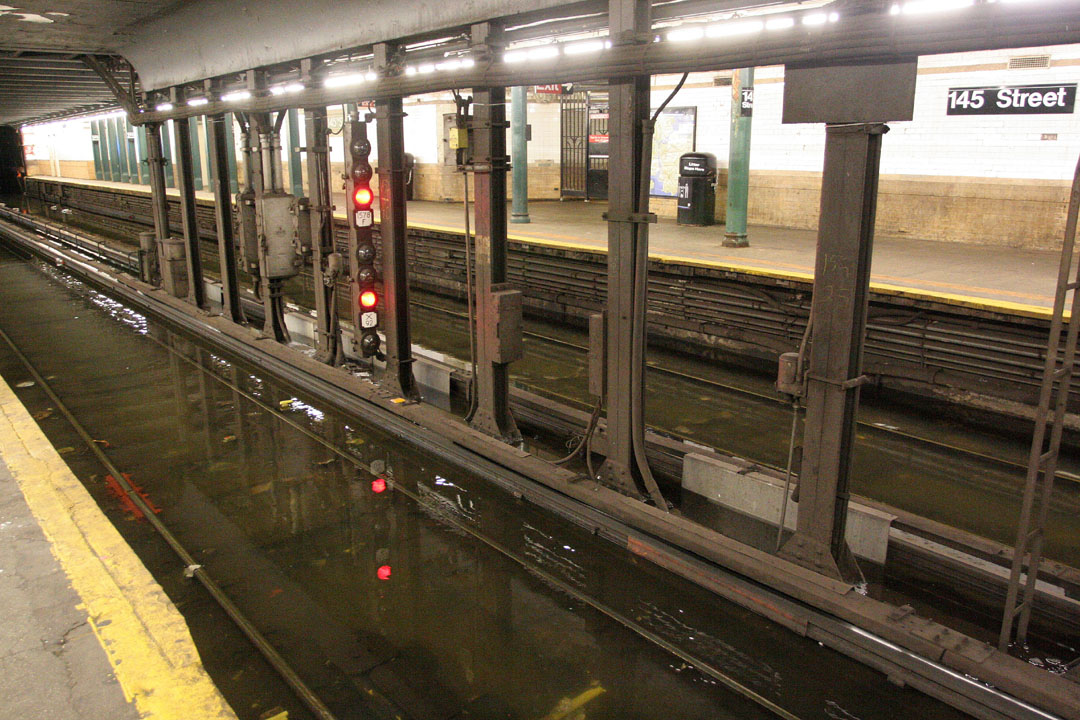
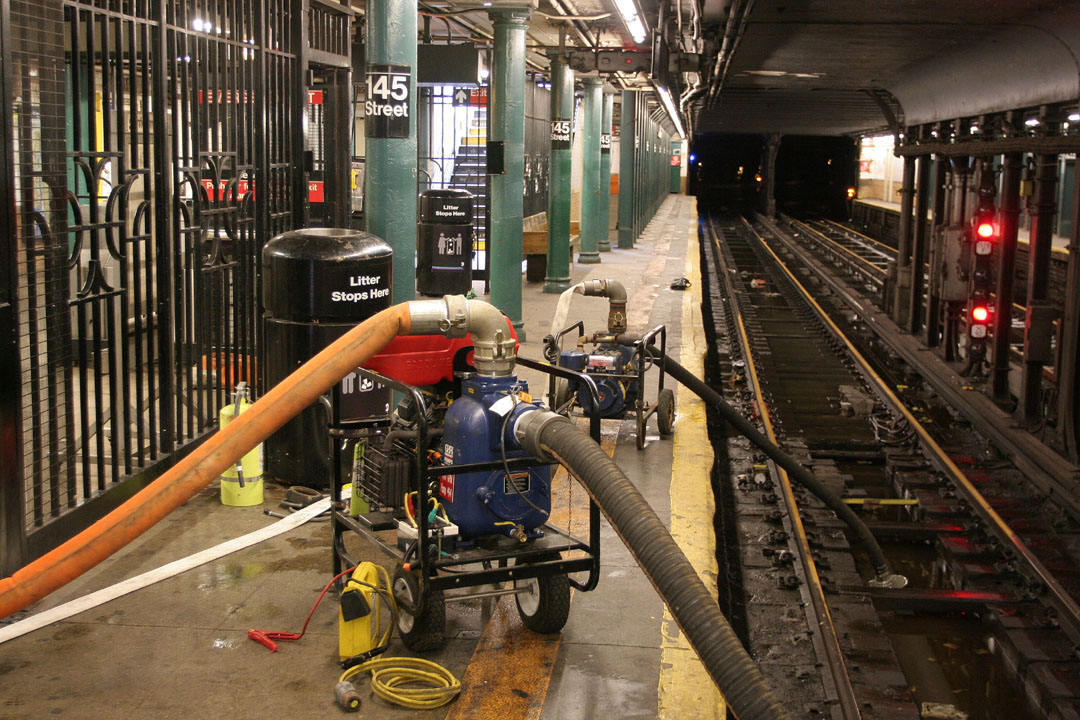
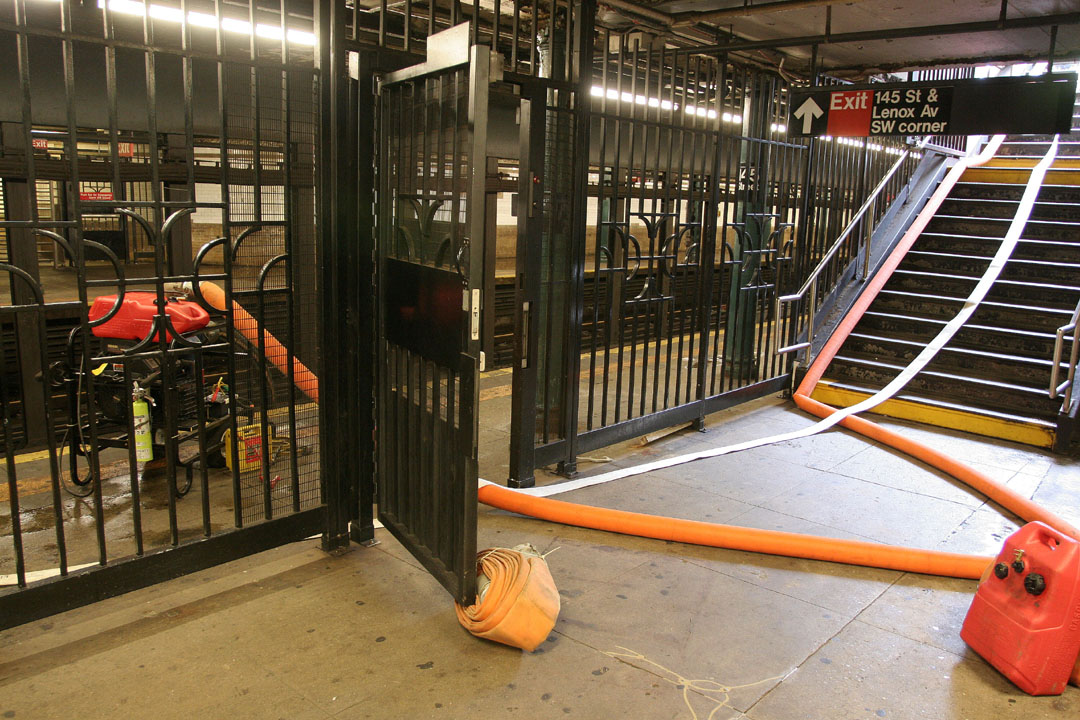

Le plan d'investissement 2015-2019 de la Metropolitan Transportation Authority (MTA), prévoit une refonte complète de la station dans le cadre de l'initiative « station améliorée ». Cette mise à jour comprend également : le service cellulaire, le Wi-Fi, les bornes de recharge USB, les avis de service interactifs et les cartes,. En janvier 2018, le Comité des transports en commun et des bus de la ville de New York recommande que Citnalta-Forte reçoive un contrat de 125 millions de dollars pour la rénovation des stations : 167th Street et 174th–175th Streets sur l'IND Concourse Line et 145th Street sur l'IRT Lenox Avenue Line. Cependant, le conseil d'administration de la MTA a temporairement reporté le vote sur ces packages après le refus des représentants de la ville de voter pour l'attribution des contrats,. Le contrat est finalement soumis au vote et approuvé en février. La station 145th Street est fermée du 23 juillet au 28 novembre 2018,. En raison de cette fermeture, la fréquentation en 2018 a chuté de 41,9 % par rapport à l'année précédente, évoluant de 1 093 045 usagers en 2017 à 635 413 usagers en 2018.
Le 2 septembre 2021, la station est de nouveau inondée lors du passage de l'Ouragan Ida.

## Infrastructure

### Conception de la station
Comme pour les autres stations construites dans le cadre de l'Interborough Rapid Transit Company (IRT), en 1904, la station est construite selon une méthode de tranchée couverte. Le tunnel est couvert par une auge en forme de U qui contient des tuyaux et des câbles électriques. Le fond de cette auge contient une fondation en béton d'au moins 100 mm d'épaisseur. Les sections les plus basses des murs extérieurs de l'auge sont composées d'arcs transversaux d'1,5 m de large. Chaque quai se compose de dalles de béton de 7,6 cm d'épaisseur, sous lesquelles se trouvent des bassins de drainage. Des colonnes entre les voies, placées au sommet des arcs transversaux, soutiennent les toits des stations en béton en arc de vérin,. Un plan est officiellement adopté en 1897 et les contestations juridiques sont résolues à la fin de l'année 1899. Contrairement à la plupart des stations IRT d'origine, la majorité de ces colonnes ne sont pas des poutres en I préfabriquées. Le long de l'extrémité nord des quais, il y a des groupes denses de colonnes à poutres en I, tandis que le reste du quai contient des colonnes circulaires en fonte de style dorique espacées tous les 4,6 m. Le plafond est à environ 4,6 m au-dessus du niveau du quai ; la section du plafond au nord de la zone de contrôle tarifaire est lisse et la section au sud du contrôle tarifaire est composée de voûtes segmentaires soutenues par les colonnes centrales. Il y a un espace de 25 mm entre le mur en auge et les murs du quai, qui sont constitués de briques de 100 mm d'épaisseur recouvertes d'une finition carrelée.

### Disposition des voies
Comme les autres stations de la même origine historique (en), la station 145th Street est initialement construite pour des rames plus courtes que les huit à dix voitures standards utilisées par le métro de New York. Dans les années 1950 et 1960, toutes les autres stations IRT sont soit allongées pour 10 voitures, soit fermées,. La station 145th Street est également légèrement allongée vers le nord : il n'y a pas de colonnes entre les voies, puisque le site accueille autrefois un croisement de voies. Il a été établi qu'il n'était pas nécessaire d'agrandir les quais dans les années 1960 puisque la station devait fermer. Du fait qu'elle soit restée ouverte la 145th Street est la seule station IRT d'origine, à part les stations de la 42th Street, qui ne permette pas l'ouverture de l'ensemble des portes sur les rames de dix voitures. À environ 61 m au nord de la station se situe un croisement en diamant pour l'approche du terminal nord du train 3 à Harlem – 148th Street. À environ 91 m au sud de la station se trouve l'intersection de la 142th Street avec l'IRT White Plains Road Line. Autrefois, un croisement de voie est présent immédiatement au sud de la station, et un autre aiguillage est disposé immédiatement au nord des quais d'origine, dans l'espace occupé par l'extension actuelle du quai.

## Services aux voyageurs

### Accès et accueil

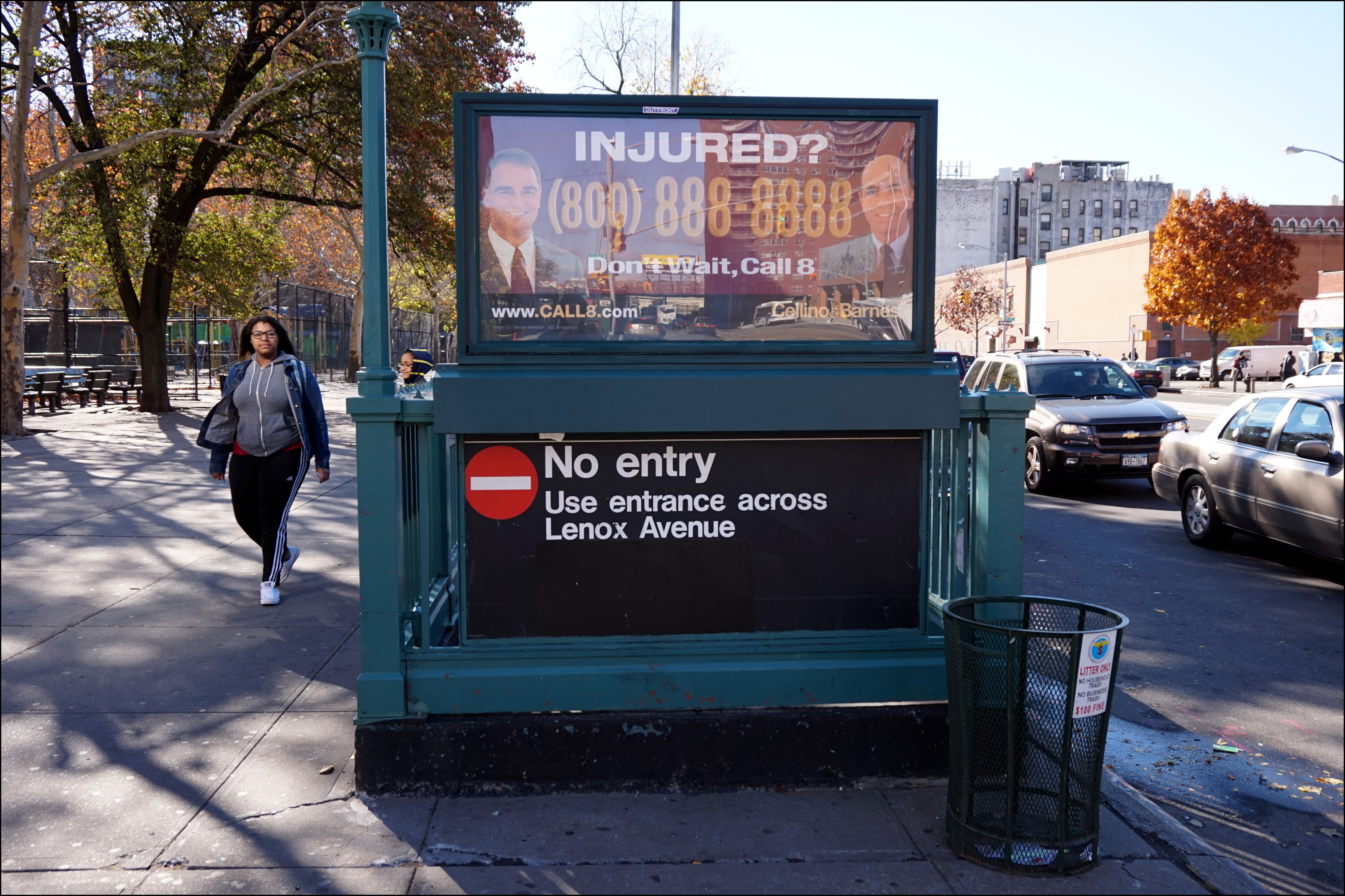
Bouche réservée uniquement à la sortie du quai est.

La station est légèrement décalée sous l'avenue Lenox, étant situées plus proche ce la ligne de la bordure ouest de l'avenue. Elle est située à l'intersection entre la West 145th Street et la Lenox Avenue. Les escaliers de rue depuis le niveau du quai montent aux quatre coins de la 145e rue et de la Lenox Avenue. Un escalier de rue mène à chacun des coins ; les escaliers du côté ouest de l'avenue Lenox desservent le quai en direction sud, ou se situe les tourniquets du contrôle des titres de transport et le stand de l'agent de la station, tandis que les escaliers du côté est sont desservis par le quai en direction nord. Il n'y a pas d'entrée depuis la rue vers le quai en direction nord, car les deux escaliers de la rue est contiennent un tourniquet à sortie haute et une porte de secours uniquement pour la sortie,,. Construit avec des entrées ressemblant à des kiosques élaborés, qui ont été supprimés pour réduire les lignes de vue pour les automobilistes. Les escaliers de la rue ont été remplacés par des garde-corps en acier relativement simples et modernes, comme ceux que l'on voit dans la plupart des stations de métro de New York.

### Desserte
145th Street dispose de deux voies et deux quais latéraux courts. Elle est desservie en permanence par les rames du service de la ligne 3. Elle est située entre la station 135th Street au sud et la station Harlem – 148th Street au nord. Du fait de la longueur des quais limités à 106 m, seules les cinq premières voitures d'une rame ouvrent dans la station car les voitures R62 utilisées sur le service de la ligne 3 sont configurées en ensembles de cinq voitures et chacune doit avoir ses portes ouvertes en même temps (le fonctionnement sélectif des portes est utilisé). 

Installations et desserte
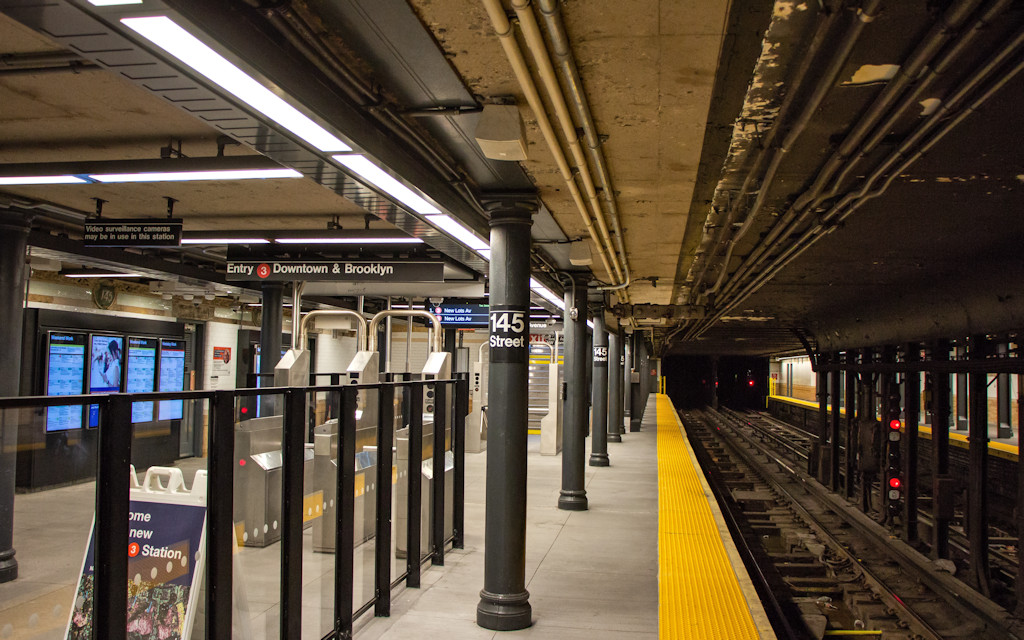
Quai ouest, direction du sud (Downtown) en 2018.
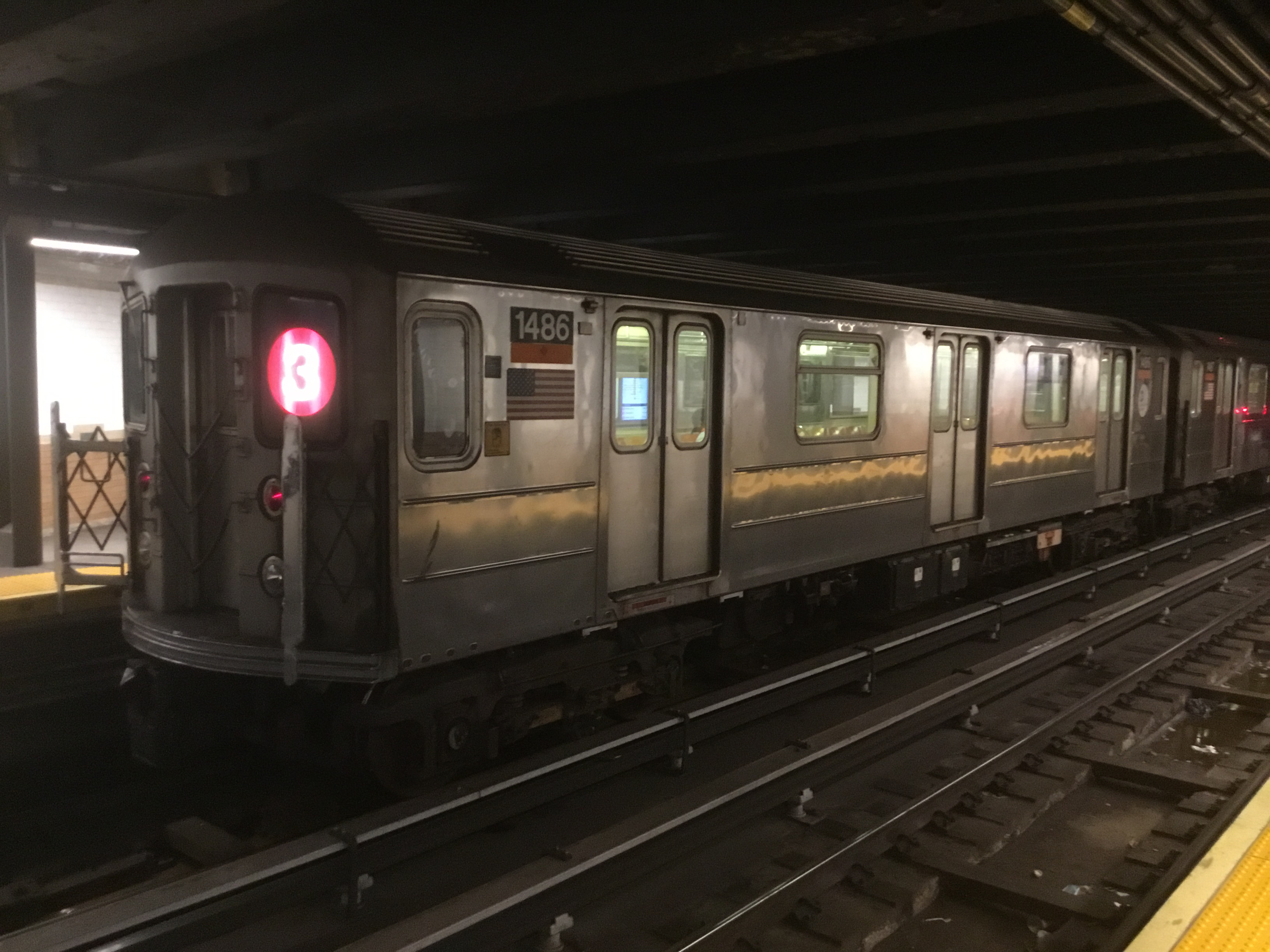
Desserte, en 2021.
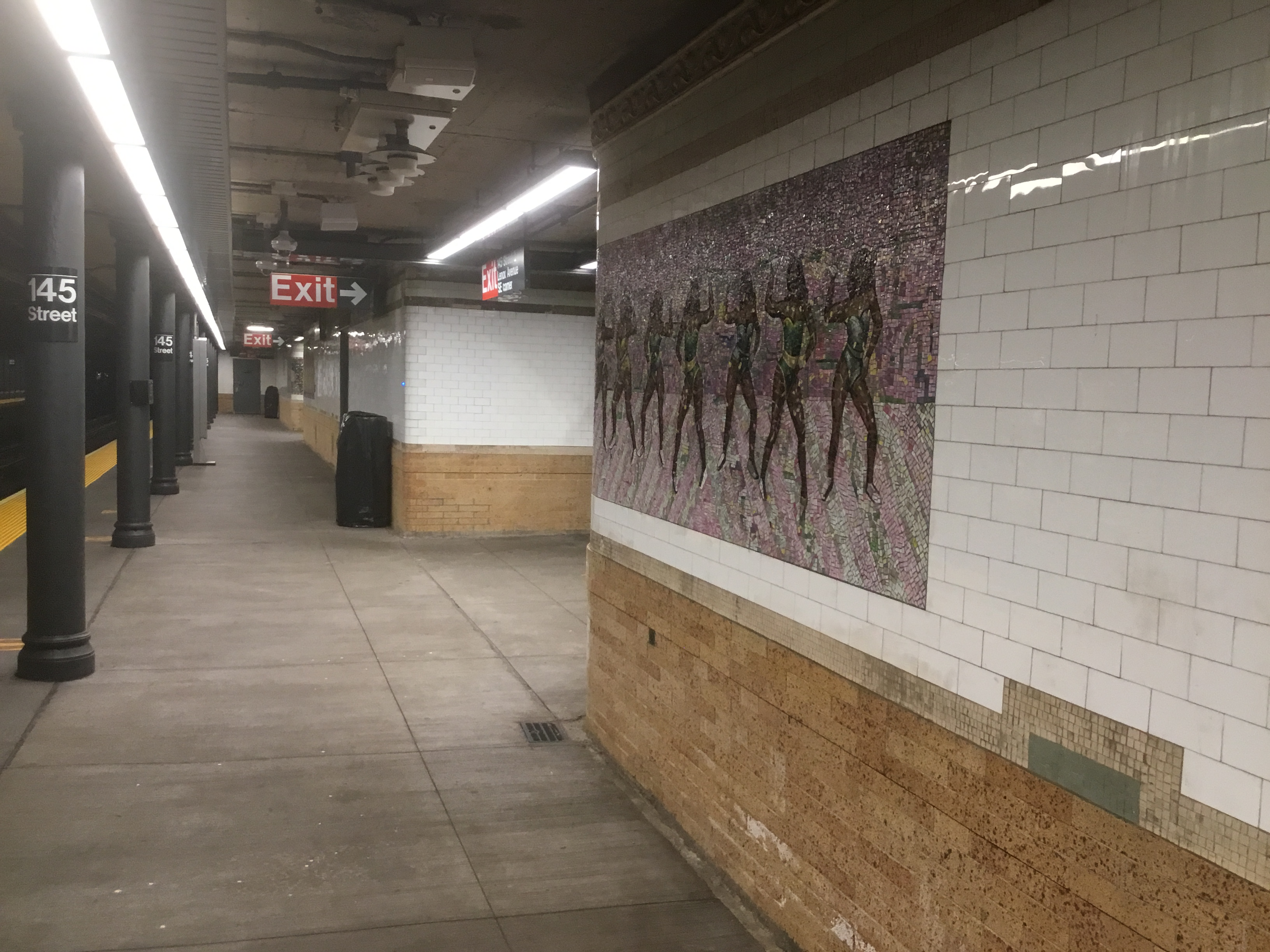
Quai est, direction du nord (Uptown), en 2021.

### Intermodalité
À proximité des arrêts de bus, du service MTA Regional Bus Operations sont desservis par les lignes M1 (en), M7 (en), M102 (en) et Bx19.

## Art dans la station
L'œuvre d'art 2018 de cette station est due à l'artiste Derek Fordjour : intitulée Parade, elle est composée de plusieurs panneaux en céramique et en verre illustrant la tradition des défilés afro-américains de Harlem.

## Patrimoine ferroviaire
Ouverte à l'exploitation le 23 novembre 1904, la station est ajoutée au Registre national des lieux historiques le 30 mars 2005, en raison de son importance en tant que l'une des premières stations de l'Interborough Rapid Transit Company (IRT) à être construite et mise en service.
La station possède des tablettes de noms en mosaïque, de vieux cartouches en terre cuite « 145 » et une réplique en mosaïque d'un cartouche, comme en témoignent les linteaux en pierre indiquant « femmes » et « hommes ».

Éléments historiques
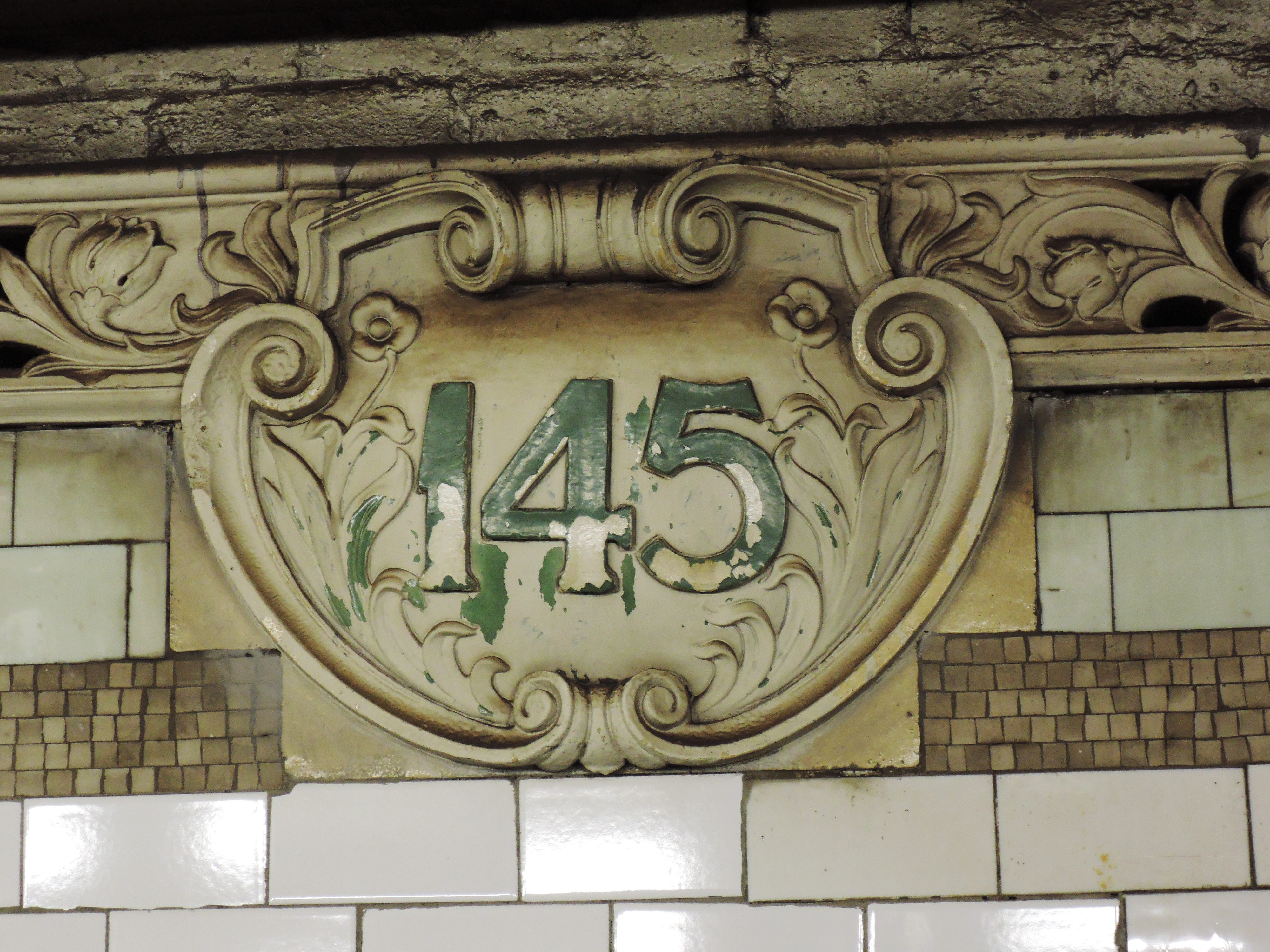
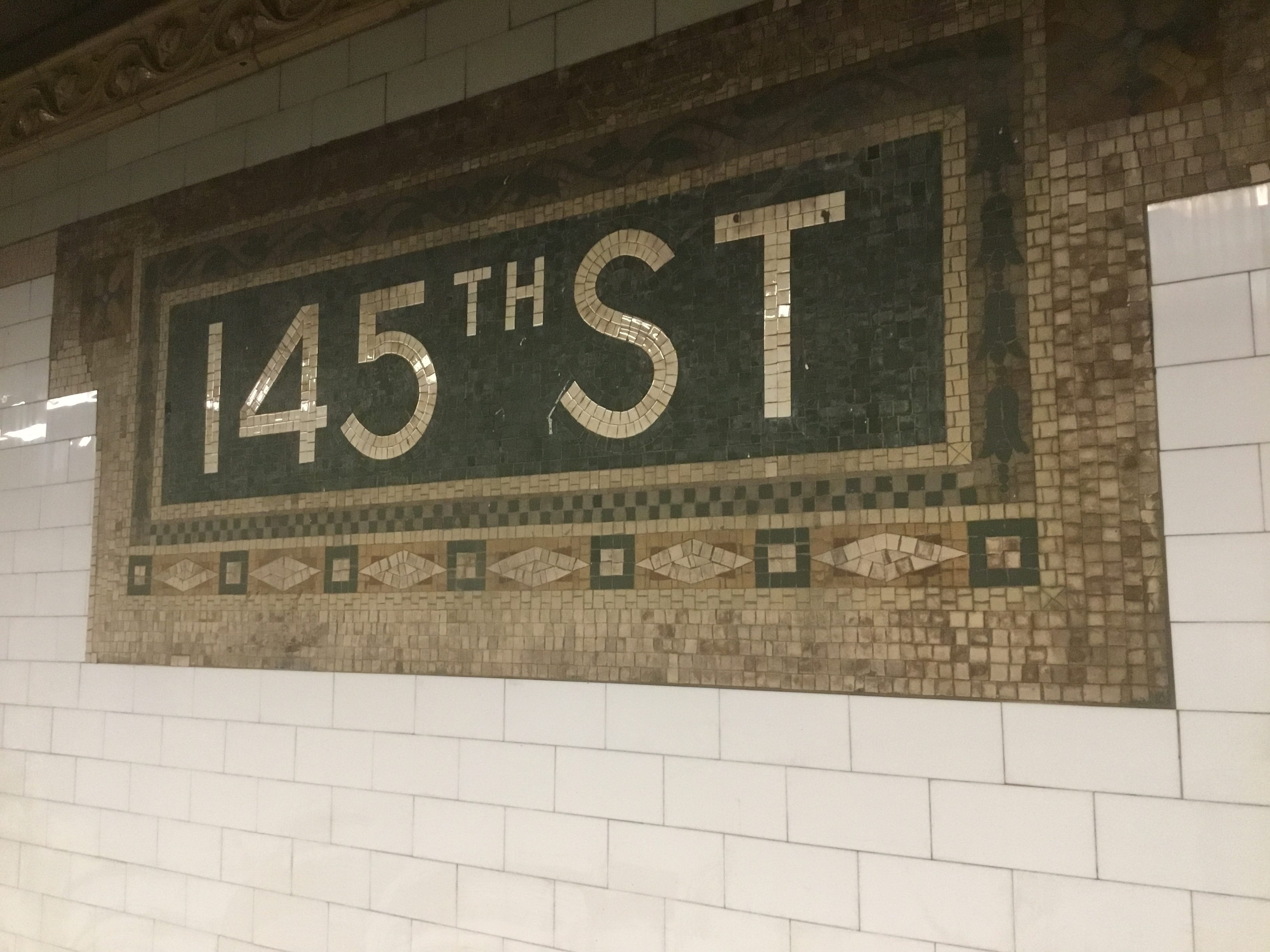
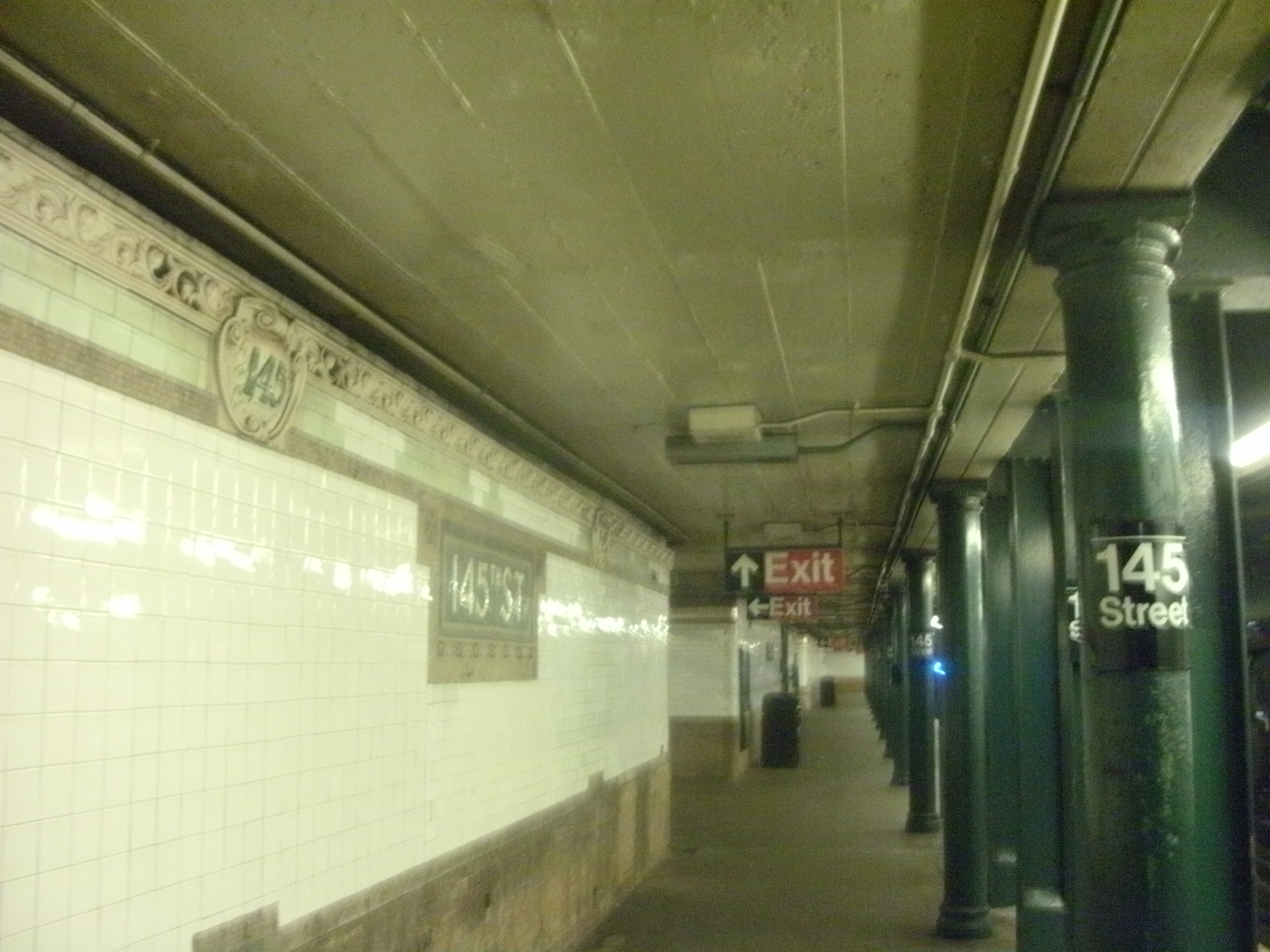

#### 145th Street Subway Station (IRT), National Register of Historic Places Registration Form [2006]
1. ↑  National Register of Historic Places Registration Form 2006, p. 1.
2. 1 2  National Register of Historic Places Registration Form 2006, p. 7.
3. 1 2 3 4  National Register of Historic Places Registration Form 2006, p. 5.
4. 1 2  National Register of Historic Places Registration Form 2006, p. 6.
5. ↑  National Register of Historic Places Registration Form 2006, p. 16.
6. ↑  National Register of Historic Places Registration Form 2006, p. 8.
7. ↑  National Register of Historic Places Registration Form 2006, p. 4.

#### Autres sources
1. ↑  (en) « New York City (metro) », sur urbanrail.net (consulté le 25 mars 2024).
2. ↑  Walker 1918, p. 15.
3. ↑  Walker 1918, p. 139-140.
4. ↑  Landmarks Preservation Commission 1979, p. 3.
5. 1 2  Walker 1918, p. 148.
6. 1 2 3  (en) New York (N.Y.). Board of Rapid Transit Railroad Commissioners, Report of the Board of rapid transit railroad commissioners for the city of New York for the year ending December 31, [1901-]1906. Accompanied by reports of the chief engineer and of the auditor, New York, Press of W. P. Mitchell & sons, coll. « cornell; americana », 1902, 504 p. (lire en ligne), p. 229-236.
7. ↑  Walker 1918, p. 165.
8. 1 2  Landmarks Preservation Commission 1979, p. 4.
9. ↑  Walker 1918, p. 182.
10. 1 2 3  (en) Charles Scott, Historic american engineering record : Interborough rapid transit subway (original line) : NY-122, New York, Historic, 1978, 613 p., A4 (photocopy of a print at the Museum of the City of Nex York) (lire en ligne [PDF]), « Desing and Construction of the IRT : Civil Engineering (pp. 207-282) », p. 237/253.
11. ↑  (en) Report of the Public Service Commission For The First District of the State of New York For The Year Ending December 31, 1909, Public Service Commission, 1910 (lire en ligne), p. 191.
12. ↑  (en) « East Side Subway Open — Train from 145th Street to Broadway in 9 Minutes and 40 Seconds », The New York Times,‎ 23 novembre 1904, p. 1 (lire en ligne, consulté le 25 mars 2024).
13. ↑  (en) Commerce and Industry Association of New York, The Merchants' Association of New York Pocket Guide to New York, New York, Merchants' Association of New York, coll. « americana », 1906, 240 p. (lire en ligne), p. 19-26.
14. 1 2 3  (en) David Rogoff (Electric Railroaders' Association), « Eighty years of subway service to the Bronx », The Bulletin, vol. 28, no 7,‎ juillet 1985, p. 10-13 (lire en ligne [PDF], consulté le 25 mars 2024).
15. ↑  (en) Eagle Almanac 1916, New York, The Brooklyn Daily Eagle, 1916, 674 p. (lire en ligne), p. 119.
16. ↑  (en) « Open New Subway Lines to Traffic; Called a Triumph — Great H System Put in Operation Marks an Era in Railroad Construction — No Hitch in the Plans — But Public Gropes Blindly to Find the Way in Maze of New Stations — Thousands Go Astray — Leaders in City's Life Hail Accomplishment of Great Task at Meeting at the Astor », The New York Times,‎ 2 août 1918 (lire en ligne , consulté le 25 mars 2024).
17. ↑  (en) « City Transit Unity Is Now a Reality; Title to I.R.T. Lines Passes to Municipality, Ending 19-Year Campaign », The New York Times,‎ 13 juin 1940 (lire en ligne , consulté le 25 mars 2024).
18. ↑  (en) « Transit Unification Completed As City Takes Over I. R. T. Lines: Systems Come Under Single Control After Efforts Begun in 1921; Mayor Is Jubilant at City Hall Ceremony Recalling 1904 Celebration », New York Herald Tribune,‎ 13 juin 1940, p. 25 (lire en ligne, consulté le 25 mars 2024).
19. ↑  (en) Nicole Brown, « How did the MTA subway lines get their letter or number? NYCurious », sur amny.com, 17 mai 2019 (consulté le 25 mars 2024).
20. ↑  (en) Alex Friedlander, Arthur Lonto et Henry Raudenbush, « A Summary of Services on the IRT Division, NYCTA », New York Division Bulletin, Electric Railroaders' Association, vol. 3,‎ avril 1960, p. 2 (lire en ligne [PDF], consulté le 26 mars 2024)
21. ↑  (en) Ralph Katz, « Subway Stations to Get New Lights; $3,750,000 to Be Spent on Fluorescents for I.R.T. and B.M.T. Transfer Points », The New York Times,‎ 27 janvier 1956 (ISSN 0362-4331, lire en ligne, consulté le 26 mars 2024).
22. ↑  (en) « Wagner Praises Modernized IRT — Mayor and Transit Authority Are Hailed as West Side Changes Take Effect », The New York Times,‎ 7 février 1959, p. 21 (lire en ligne, consulté le 26 mars 2024).
23. 1 2  (en) Dick Edwards, « 145th-Lenox Subway Stop To Continue », New York Amsterdam News,‎ 2 décembre 1967 (lire en ligne, consulté le 26 mars 2024).
24. ↑  (en) « IRT Passengers Get New 148th St. Station », The New York Times,‎ 14 mai 1968, p. 95 (lire en ligne [PDF], consulté le 27 mars 2024).
25. ↑  (en) Henry Raudenbush, « 148th Street-Lenox Terminal and How it Got its Name », New York Division Bulletin, Electric Railroaders Association, vol. 50, no 1,‎ janvier 2007, p. 5 (lire en ligne [PDF], consulté le 27 mars 2024).
26. ↑  (en) « Service Enhancements on 3 Line », sur MTA New York City Transit, 24 juillet 2008 (consulté le 27 mars 2024).
27. ↑  (en) Jeremiah Cox, « A close up of the sign saying late nights no 3 service at 145 Street and to use the shuttle bus (that appears on Manhattan bus maps) or M7 or 102 to 135 Street for 2 service », sur subwaynut.com, 24 novembre 2008 (consulté le 27 mars 2024).
28. 1 2  (en) « New York City Transit - History and Chronology », sur web.mta.info (consulté le 27 mars 2024).
29. ↑  (en) Jane H. Lii, « Tunnel Work To Cut Service On 2 Subways », The New York Times,‎ 28 février 1998, B-4 (ISSN 0362-4331, lire en ligne, consulté le 27 mars 2024).
30. ↑  (en) Thomas J. Lueck, « Beating Deadline, Normal Service Returns for the Nos. 2 and 3 Subway Lines », The New York Times,‎ 13 octobre 1998, B-3 (ISSN 0362-4331, lire en ligne, consulté le 27 mars 2024).
31. ↑   (en) Andy Newman, « Repairs to Lenox Ave. Tunnel To Affect Many Subway Lines », The New York Times,‎ 12 décembre 1997, B-8 (lire en ligne, consulté le 27 mars 2024).
32. ↑  (en) « Lenox Rehab '98 2 3 Lenox Line Service Guide March 2-October 1998 », sur thejoekorner.com, 1998 (consulté le 27 mars 2024).
33. ↑  (en) « MTA Will Completely Close 30 Subway Stations For Months-Long "Revamp" », sur Gothamist, 8 janvier 2016 (consulté le 27 mars 2024).
34. ↑  (en) « MTA Stations », sur governor.ny.gov, Government of the State of New York (consulté le 27 mars 2024).
35. ↑  (en) Transit & Bus Committee Meeting (Compte rendu : New York City Transit and Bus Committee Meeting), New York, Metropolitan Transportation Authority, 22 janvier 2018, 166 p. (lire en ligne [PDF]), p. 135.
36. ↑  (en) Vincent Barone, « Subway station upgrades in Manhattan, Bronx on hold after MTA board tables vote », sur amny.com, 24 janvier 2018 (consulté le 27 mars 2024).
37. ↑  (en) Andrew Siff et Adam Warner, « MTA Shelves Plan to Modernize Subway Stations Amid Criticism », sur NBC New York, 24 janvier 2018 (consulté le 27 mars 2024).
38. ↑  (en) « Foes Hit Gov's Station Fix Plan », sur NY Daily News, 13 février 2018 (consulté le 27 mars 2024).
39. ↑  (en) « Subway Stations in Harlem and the Bronx to Receive Structural Repairs and Improvements This Summer », sur Metropolitan Transportation Authority, 6 juillet 2018 (consulté le 27 mars 2024).
40. ↑  (en) « Planned Service Changes for: Wednesday, November 28, 2018 », sur publisher=Metropolitan Transportation Authority, 29 novembre 2018 (consulté le 27 mars 2024).
41. ↑  La Rédaction, « Les impressionnantes images du métro de New York inondé après la tempête Ida », Paris Match,‎ 3 septembre 2021 (lire en ligne, consulté le 27 mars 2024).
42. ↑  (en) Brian Weinberg, « Showing Image 30454 », sur nycsubway.org, 17 mai 2004 (consulté le 28 mars 2024).
43. ↑  (en) William Reid (dir.), Report for the three and one-half years ending June 30, 1949, New York, New York City Board of Transportation, 1949, 111 p. (lire en ligne), The board of transportation : accomplishments and progress of improvements initiated since januar 1, 1946.
44. ↑  (en) « More Long Platforms – Five Subway Stations on IRT to Accommodate 10-Car Trains », The New York Times,‎ 10 juillet 1948, p. 8 (lire en ligne, consulté le 29 mars 2024).
45. 1 2  (en) Andrew Lynch, « Newx York City Track Map », sur vanshnookenraggen.com, 2020 (consulté le 29 mars 2024).
46. 1 2  (en) Peter Dougherty, « Tracks of the New York City Subway 2020 » , sur nyctrackbook.com (consulté le 29 mars 2024).
47. ↑  (en) « Harlem / Hamilton Heights (plan quartier) », sur web.mta.info/maps (consulté le 27 mars 2024).
48. ↑  (en) « A no entry exit from the uptown platform at 145 Street viewed from Lenox Avenue (photo) », sur subwaynut.com, 28 juin 2008 (consulté le 27 mars 2024).
49. ↑  (en) David Pirmann, « Former IRT Kiosk », sur nycsubway.org (consulté le 27 mars 2024).
50. ↑  (en) « Manhattan Bus Service : Manhattan Bus Map », sur Metropolitan Transportation Authority, novembre 2023 (consulté le 27 mars 2024).
51. ↑  (en) Trevor Noah, « For Artist Derek Fordjour, What Happens in the Studio Stays in the Studio », Interview,‎ 16 novembre 2023 (lire en ligne, consulté le 28 mars 2024).
52. ↑  (en) « 145th Street - Derek Fordjour - Parade, 2018 », sur Metropolitan Transportation Authority (consulté le 28 mars 2024).
53. ↑   (en) « Notice: National Register of Historic Places; pending nominations », Federal Register, Department of the Interior: National Park Service, vol. 70,‎ 10 mars 200, p. 12009 (lire en ligne, consulté le 27 mars 2024).